# Temurejo (Karangrayung)
Temurejo is een bestuurslaag in het regentschap Grobogan van de provincie Midden-Java, Indonesië. Temurejo telt 2889 inwoners (volkstelling 2010).